# Strumigenys chiricahua
Strumigenys chiricahua is een mierensoort uit de onderfamilie van de Myrmicinae. De wetenschappelijke naam van de soort is voor het eerst geldig gepubliceerd in 1988 door Ward.